# Флорида (Уругвай)
Флорида (ісп. Florida) — місто в Уругваї, адміністративний центр однойменного департаменту.

## Географія
Розташоване в південній частині департаменту, за 96 км на північ від Монтевідео, на національному шосе № 5. Через східну і південну околиці міста протікає струмок Санта-Лусія-Чико.

## Історія
Засноване 24 квітня 1809 року з сучасною назвою. Отримало статус малого міста (Villa) ще до здобуття країною незалежності. 19 квітня 1894 року отримало статус міста (Ciudad). У 1825 році в місті була зібрана Асамблея, яка проголосила незалежність провінції від Португалії і Бразильської імперії.

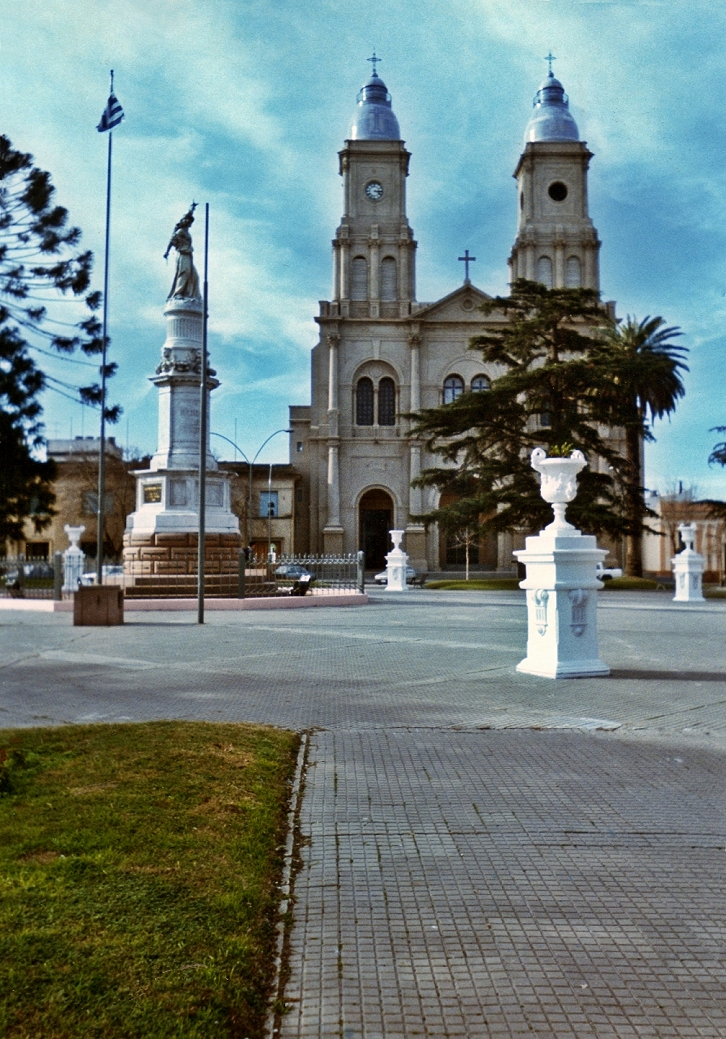
Площа Асамблеї

## Відомі люди
- Педро Варела — президент Уругваю в 1868 і 1875-76 роках.